# Magdalena Šormová
Magdalena Šormová (* 4. dubna 1989, Praha) je česká MMA bojovnice z pražského týmu Penta Gym, jedna z prvních MMA bojovnic v Česku. Jejím trenérem je Daniel Barták. Společně s Lucií Pudilovou je označována za naději českého MMA žen.

## Osobní život
Narodila se a žije v Praze. Její matka dělala judo a kaskadérství. Jako dítě se věnovala pět let baletu a později několika různých sportům, např. lezení po skalách, zkoušela také aikido či capoeiru. Vystudovala osmileté gymnázium na Praze 6 a poté Policejní akademii, během studií pracovala jako streetworker. Pracovala v neziskové organizaci poskytující sociální služby obětem závažné trestné činnosti, později u policie České republiky. Od roku 2012 je vegetariánkou, později se stala vegankou.
V rozhovoru pro Radio Wave uvedla, že se občas setkává s názorem, že MMA není sport pro ženy, či se starostí, aby neutrpěl její vzhled – což podle ní vypovídá něco o tom, podle čeho především jsou ženy hodnoceny. Nepřikládá prý ale těmto reakcím velkou důležitost.

## MMA kariéra
K MMA (Mixed martial arts – smíšená bojová umění) se dostala přes capoeiru. Začala trénovat v pražském Penta gymu u trenéra Daniela Bartáka. Pravidelně trénuje i s muži. Na sparringové tréninky jezdí často do Polska. Preferuje boj na zemi, její oblíbenou technikou je škrcení (RNC – rear naked choke). Podle trenéra Bartáka má předpoklady prosadit se v zahraničí.
V únoru 2017 se měla utkat s Maďarkou Dórou Perjés v rámci galavečera European Fighting Challenge v pražské O2 aréně. Celá akce ale byla tři týdny před termínem zrušena. V dubnu 2018 se měla utkat s Claire Lopez z Francie, zápas byl ale ze strany Francouzky den před vážením zrušen.
V červnu 2018 porazila v Kyjevě Ukrajinku Svetlanu Gotsyk a získala tak pás šampionky organizace World Warriors Fighting Championship. V březnu 2019 bojovala proti Francouzce Evě Dourthe a titul obhájila. Cílem pro ní ale je organizace Ultimate Fighting Championship (UFC).

## MMA výsledky

### Profesionální kariéra
| Výsledek | Bilance | Soupeř           | Metoda                           | Událost                                 | Datum             | Kolo | Čas  | Místo                                       | Poznámka                                        |
| -------- | ------- | ---------------- | -------------------------------- | --------------------------------------- | ----------------- | ---- | ---- | ------------------------------------------- | ----------------------------------------------- |
| Výhra    | 10-3    | Chiara Penco     | Donucení (rear-naked choke)      | OKTAGON 26                              | 24. července 2021 | 1    | 4:59 | Praha, Česko                                |                                                 |
| Prohra   | 9-3     | Ewelina Wozniak  | Na body (jednomyslné rozhodnutí) | OKTAGON 20                              | 30. prosince 2020 | 3    | 5:00 | Brno, Česko                                 |                                                 |
| Výhra    | 9-2     | Minna Grusander  | Na body (jednomyslné rozhodnutí) | OKTAGON 16                              | 26. září 2020     | 3    | 5:00 | Brno, Česko                                 |                                                 |
| Prohra   | 8–2     | Svetlana Gotsyk  | Donucení (armbar)                | World Warriors Fighting Championship 15 | 21. září 2019     | 1    | 3:32 | Kyjev, Ukrajina                             | Ztráta titulu organizace WWFC.                  |
| Výhra    | 8–1     | Kay Hansen       | Na body (split)                  | Invicta FC: Phoenix Rising 1            | 3. května 2019    | 3    | 5:00 | Kansas City, Kansas, Spojené státy americké |                                                 |
| Výhra    | 7–1     | Eva Dourthe      | Na body (split)                  | World Warriors Fighting Championship 14 | 2. března 2019    | 5    | 5:00 | Kyjev, Ukrajina                             | Obhájila titul organizace WWFC.                 |
| Výhra    | 6–1     | Svetlana Gotsyk  | Donucení (armbar)                | World Warriors Fighting Championship 11 | 16. června 2018   | 1    | 2:38 | Kyjev, Ukrajina                             | Stala se šampionkou ukrajinské organizace WWFC. |
| Výhra    | 5–1     | Cristina Stanciu | Donucení (armbar)                | Ladies Fight Night 7                    | 15. prosince 2017 | 1    | 4:15 | Lodž, Polsko                                | [ 14 ]                                          |
| Prohra   | 4–1     | Ayaka Miura      | Na body (jednomyslné rozhodnutí) | Pancrase 285                            | 12. března 2017   | 3    | 5:00 | Tokio, Japonsko                             |                                                 |
| Výhra    | 4–0     | Weronika Zygmunt | TKO (zranění soupeřky)           | Ladies Fight Night 4                    | 17. prosince 2016 | 2    | 0:25 | Karpacz, Polsko                             | [ 15 ] [ 16 ]                                   |
| Výhra    | 3–0     | Melitta Ignacz   | TKO (údery)                      | Bitva roku 2015                         | 19. března 2015   | 1    | N/A  | Praha, Česko                                | [ 17 ] [ 18 ]                                   |
| Výhra    | 2–0     | Weronika Zygmunt | Donucení (rear-naked choke)      | MMA Challengers 9                       | 22. února 2014    | 2    | 2:52 | Katovice, Polsko                            | [ 19 ]                                          |
| Výhra    | 1–0     | Lenka Cechlovská | Donucení (rear-naked choke)      | Cesta do pekla 4                        | 24. května 2013   | 1    | N/A  | Hradec Králové, Česko                       |                                                 |

Kromě profesionálních zápasů má za sebou ještě tři amatérské výhry a dva zápasy v pyramidě s muži s bilancí 1-1.